# Maira elysiaca
Maira elysiaca är en tvåvingeart som beskrevs av Osten Sacken 1881. Maira elysiaca ingår i släktet Maira och familjen rovflugor. Inga underarter finns listade i Catalogue of Life.